# Pumpstocken 10

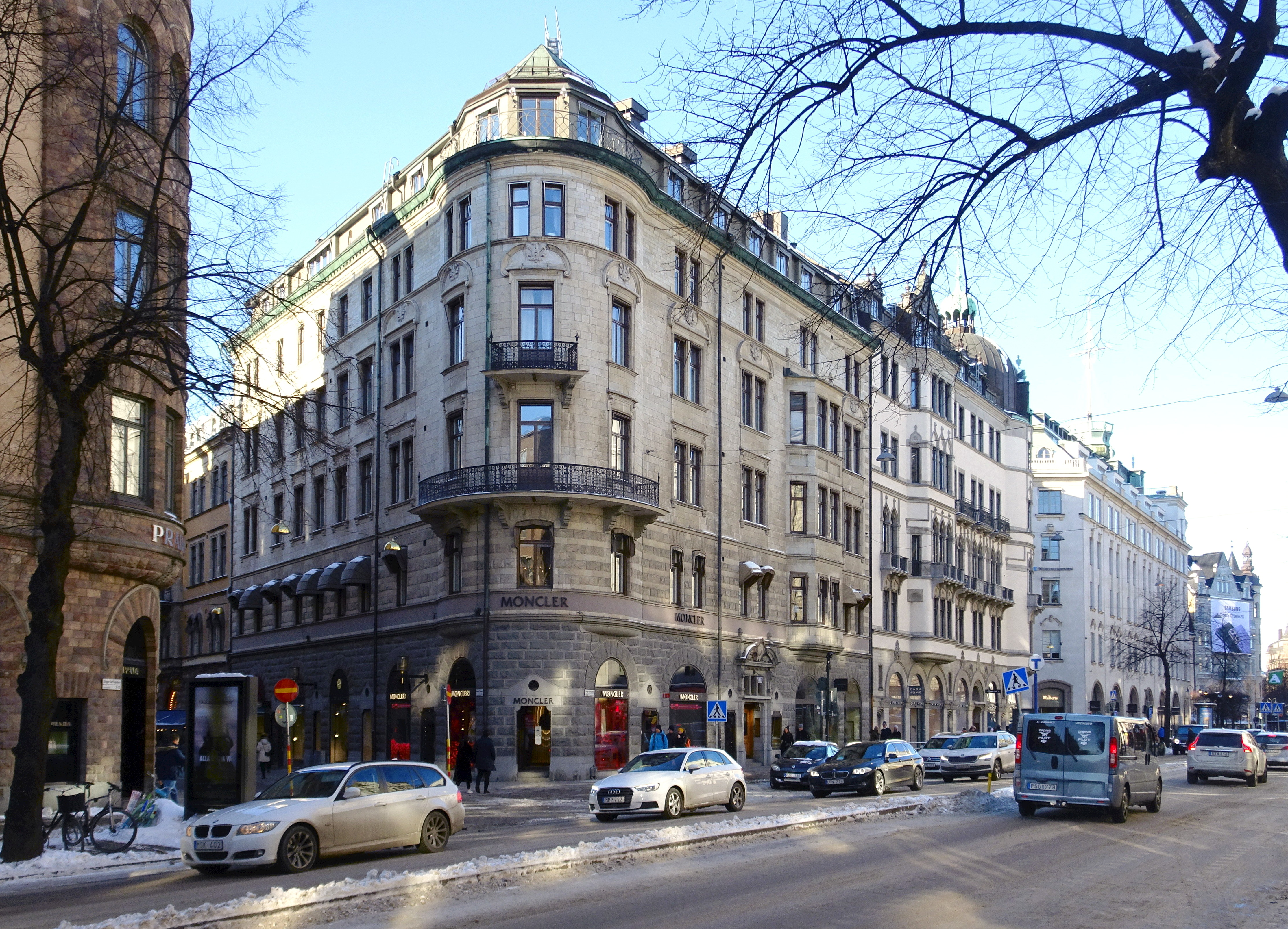
Kvarteret Pumpstocken sett från söder, Pumpstocken 10 närmast och Pumpstocken 12 i bakgrunden, februari 2021.

Pumpstocken 10 är en kulturhistoriskt värdefull fastighet i kvarteret Pumpstocken i hörnet Birger Jarlsgatan 13 / Mäster Samuelsgatan 2 på Norrmalm i Stockholm. Byggnaden uppfördes 1896–1898 efter ritningar av arkitektkontoret Ullrich & Hallquisth. Huset ägs sedan 1917 av fastighetsbolaget Hufvudstaden och är grönmärkt av Stadsmuseet i Stockholm vilket innebär att den bedöms vara "särskilt värdefull från historisk, kulturhistorisk, miljömässig eller konstnärlig synpunkt".

## Kvarteret

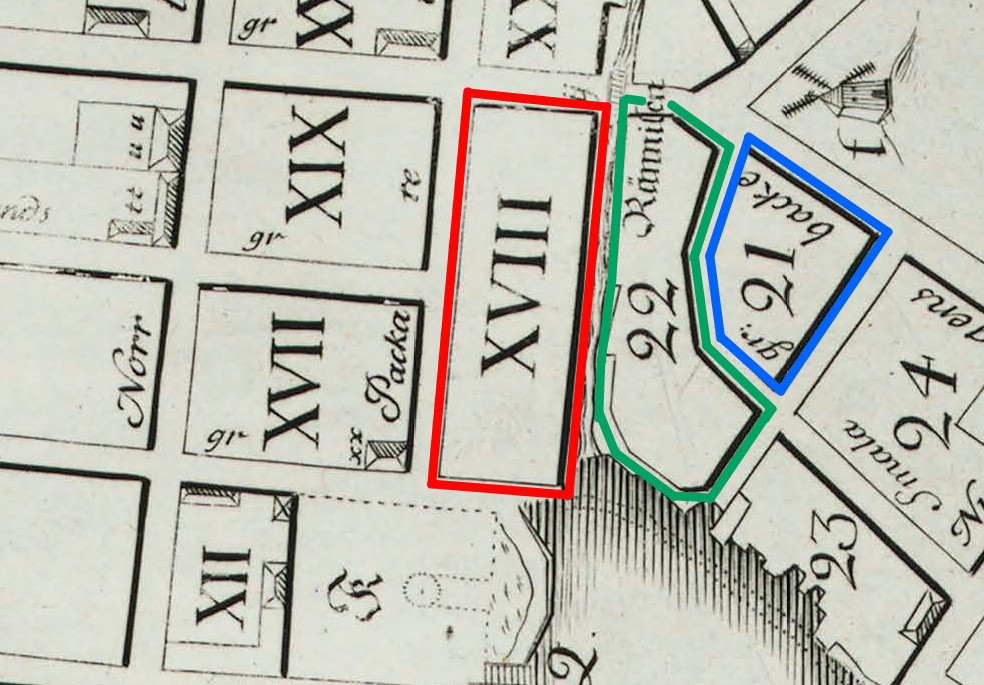
Pumpstocken (XVIII) 1733.

Kvartersnamnet Pumpstocken är känt sedan tidigt 1700-tal och redovisas på Petrus Tillaeus karta från 1733 med nummer XVIII. Kvarteret hade då en långsträckt form och låg med sin långsida väster om Rännilen samt norr om Ladugårdslandsviken (nuvarande Nybroviken) och Packaretorget (nuvarande Norrmalmstorg). En pumpstock var en på längden genomborrad trästock vilken användes som vattenledning. På området lagrades sådana pumpstockar av stadens pumpmakare Erik Rawaldson på 1660-talet, därav namnet. 
När nuvarande kvarteret stadsplanerades i slutet av 1880-talet blev det mindre och delades i Pumpstocken i norr och Rännilen i söder samt styckades i fyra fastigheter (10, 11, 12 och 13). I samband med en fastighetsreglering år 2005 slogs samtliga fastigheter samman till Pumpstocken 10. Sedan år 2000 ägs hela kvarteret av Hufvudstaden. Under åren 2006–2008 grundförstärktes samtliga byggnader i kvarteret Pumpstocken.

## Byggnad

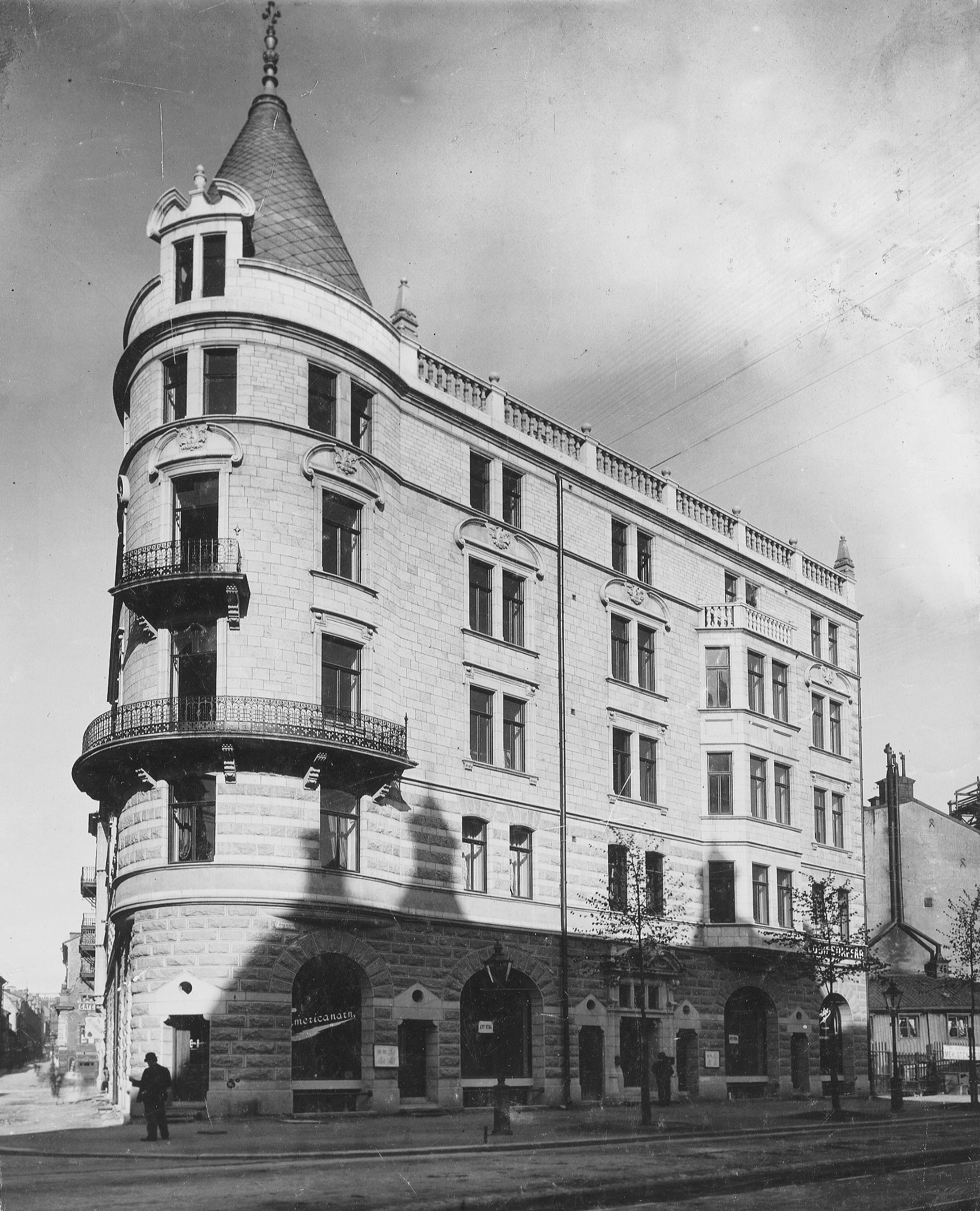
Pumpstocken 10 med sin ursprungliga tornhuv, 1898.

### Exteriör
Pumpstocken 10 uppfördes som bostads- och affärshus åren 1896 till 1898 på sydöstra hörnet av det då nybildade kvarteret och den nyanlagda Birger Jarlsgatan.  Fastighetsägare och byggherre var grosshandlaren A.G. Jönsson. Han anlitade arkitektkontoret Ullrich & Hallquisth att gestalta huset och byggmästaren Lars Petter Törnvall byggde det. Byggnaden fick fem våningar med gatufasaden klädd helt i ljus natursten, rusticerade i höjd med bottenvåningen och våning 1 trappa och däröver slät. 
Ovanför takfoten löpte en kraftfull stenbalustrad och hörnet utformades som ett rundat torn vilket kröntes av en konformad huv. Enligt bygglovsritningen från 1896 hade arkitekterna tänkt sig en lanternin på huvens topp, den utfördes dock inte. Bakom hörntornets fasad låg lägenheternas stora ellipsformade sal. Den på våning två trappor fick tillgång till en balkong som sträcker sig runt halva tornet. Mot Birger Jarlsgatan anordnades ett burspråk som sträcker sig över tre våningar och markerade lägenheternas matsal och förmak utåt.
Genom en vindsbrand 1922 förstördes den översta våningen och hörntornets karakteristiska huv försvann. Efter en reparation och ombyggnad som tillförde huset ytterligare en våning fick byggnaden sitt nuvarande utseende. För ritningarna stod arkitekt Edvard Bernhard.

### Interiör

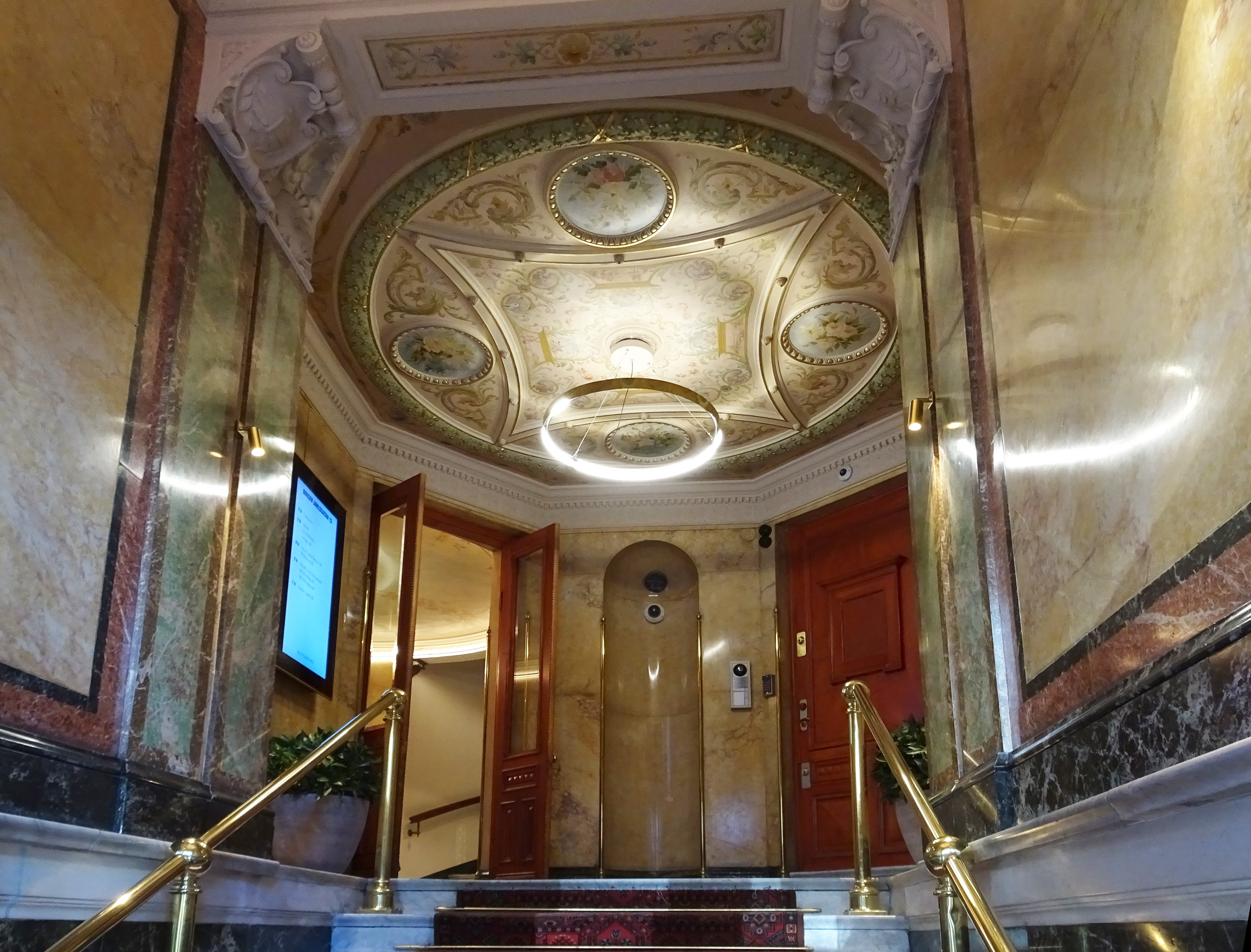
Entréhallen.

Huvudentrén är från Birger Jarlsgatan 13. Den omges av en monumental skulpterad stenportal. Porten är av ek och glasad samt smyckad med skulpterade blomstergirlanger. Entré- och trapphallen innanför gestaltades praktfulla. De är fortfarande mycket väl bevarade och ett bra exempel för tidens dekorerade hyreshusentréer. Golv, trappa och sockel är av vit marmor. Väggytorna är fältindelade och målade i stucco lustro i gul kulör med inslag av svart, rött och grönt. 
Innertaket gestaltades i pompejansk stil med eklövslist i grönt och guld samt stucktaklist, däremellan takmålningar med florala motiv. Bakre delen av entréhallen utformades som ett sexkantigt rum med en nisch rakt fram. I trapphuset utfördes trappsteg och vilplan belagda med vit marmor. Lägenhetsdörrarna smyckades med överstycken visande volutmotiv. I trappspindeln märks hissen med ursprunglig front.
De ursprungligen mycket stora lägenheterna har genom åren blivit ombyggda till kontor. Vid invigningen 1898 fanns på våningsplanen 1–4 trappor två stora lägenheter om sex respektive sju rum, inklusive kök, jungfrurum, stor hall och serveringsrum. Ett badrum fanns bara i den större lägenheten. Köksavdelningarna nåddes via var sin kökstrappa. I bottenvåningen fanns direkt från början exklusiva butiker. Bottenvåningen fick två nivåer, en över och en nedre del med spiraltrappa däremellan. På övre bottenvåningen fanns en portvaktslägenhet. Uppvärmningen skedde genom kakelugnar respektive öppna spisar. Först på 1910-talet byggdes badrum i alla lägenheter och på 1920-talet installerades centralvärme. På 1930-talet utrustades även kökstrapporna med hiss.

### Originalritningar

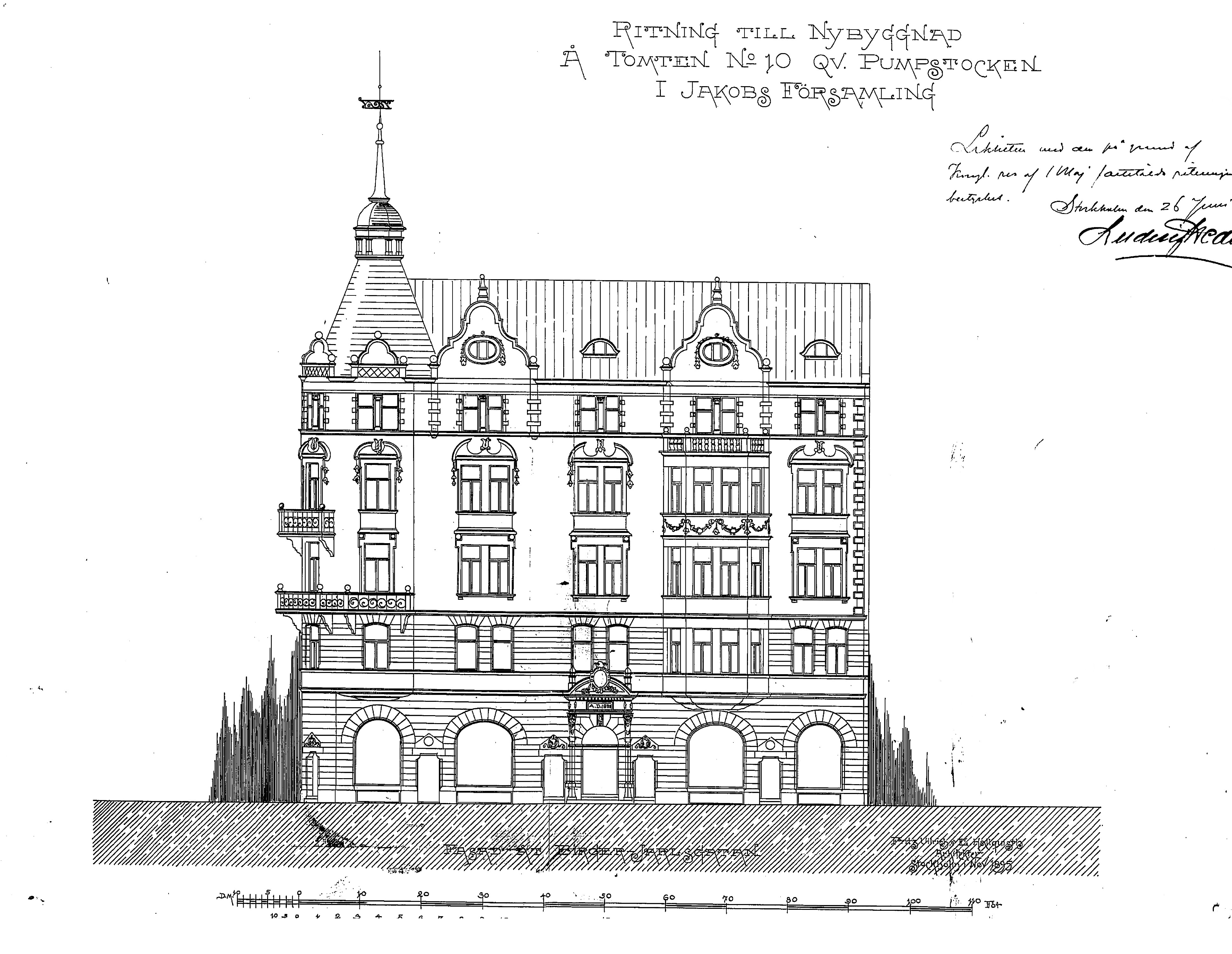
Fasad mot Birger Jarlsgatan.
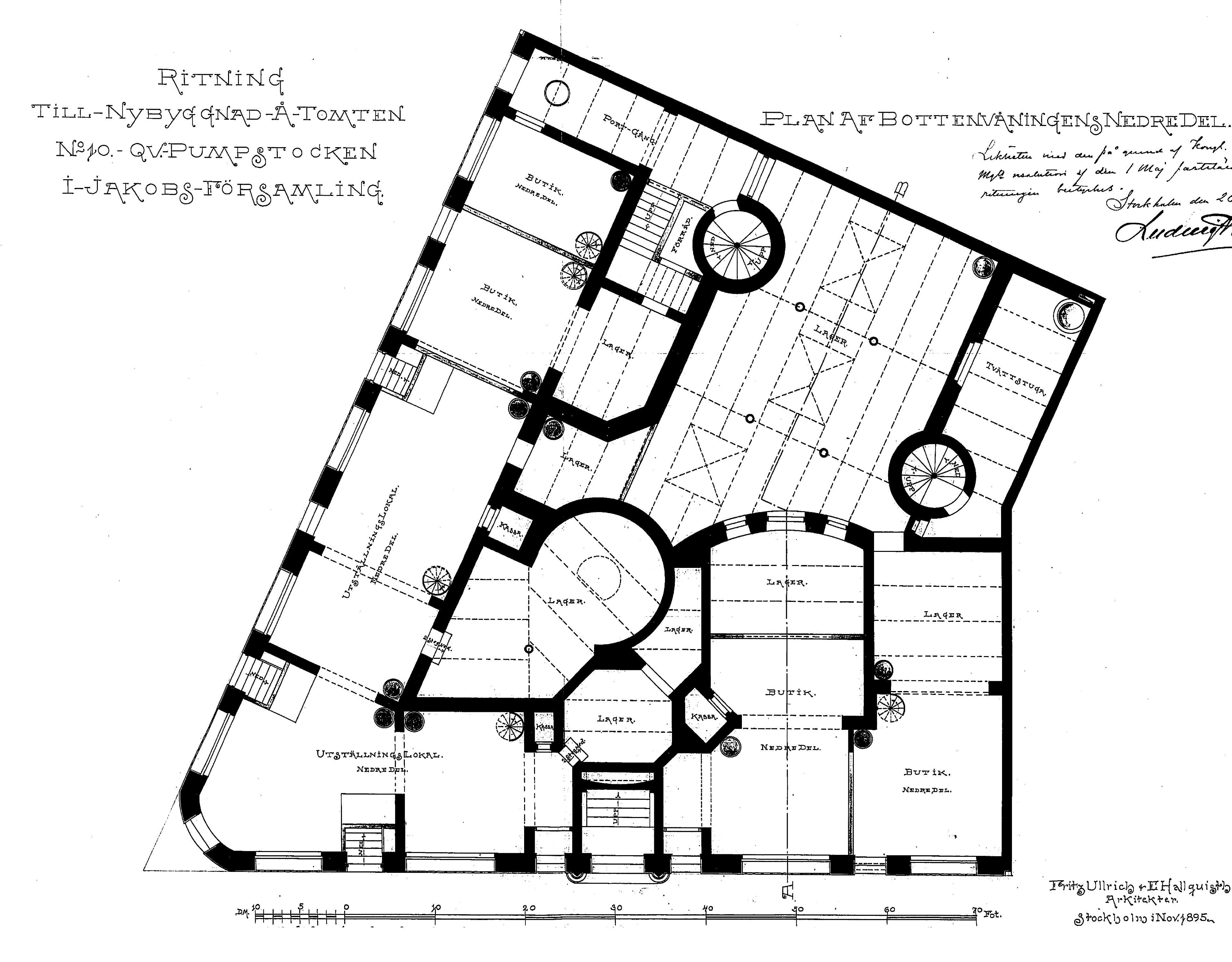
Nedre bottenvåning.
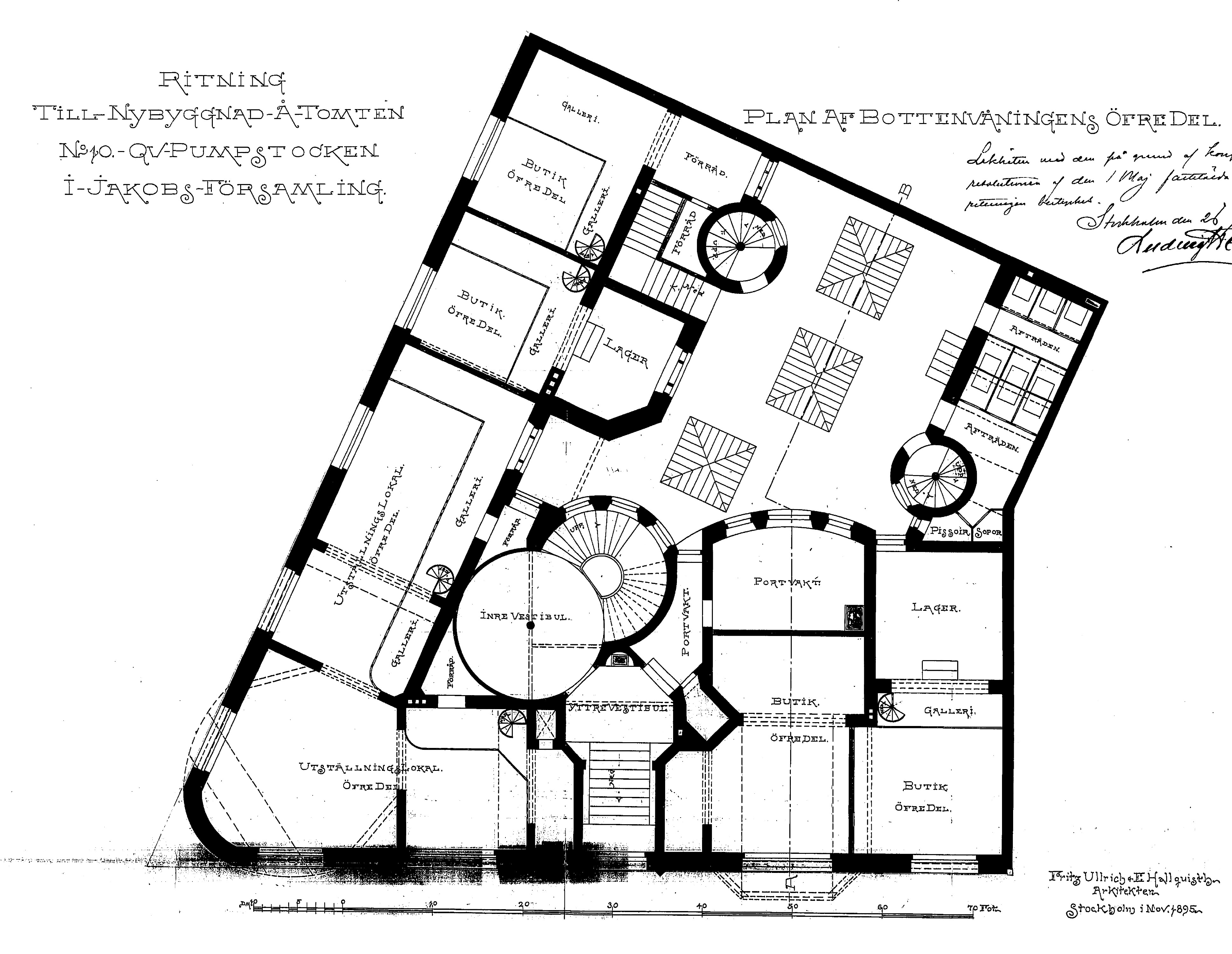
Övre bottenvåning.
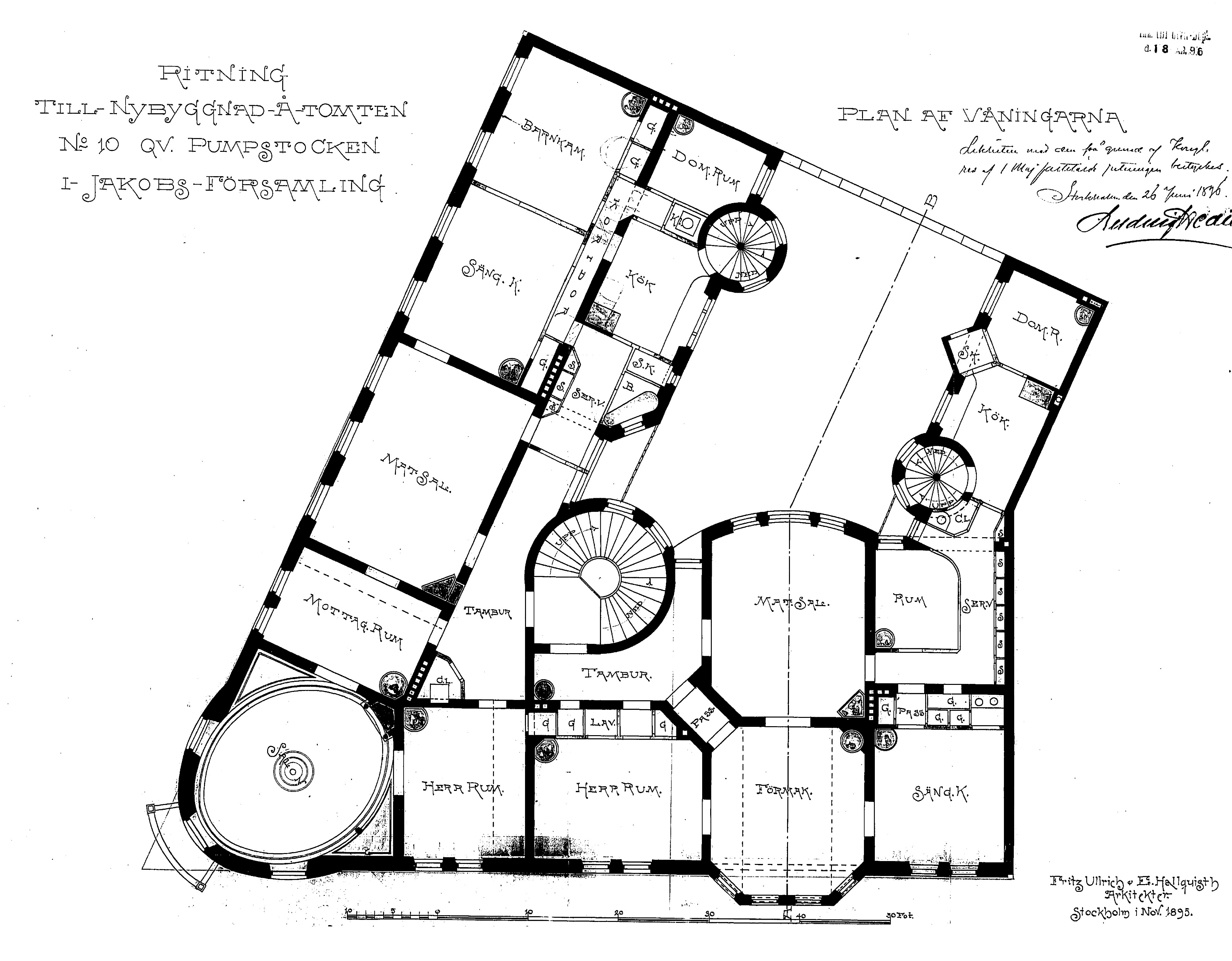
Våning 1-4 trappor.
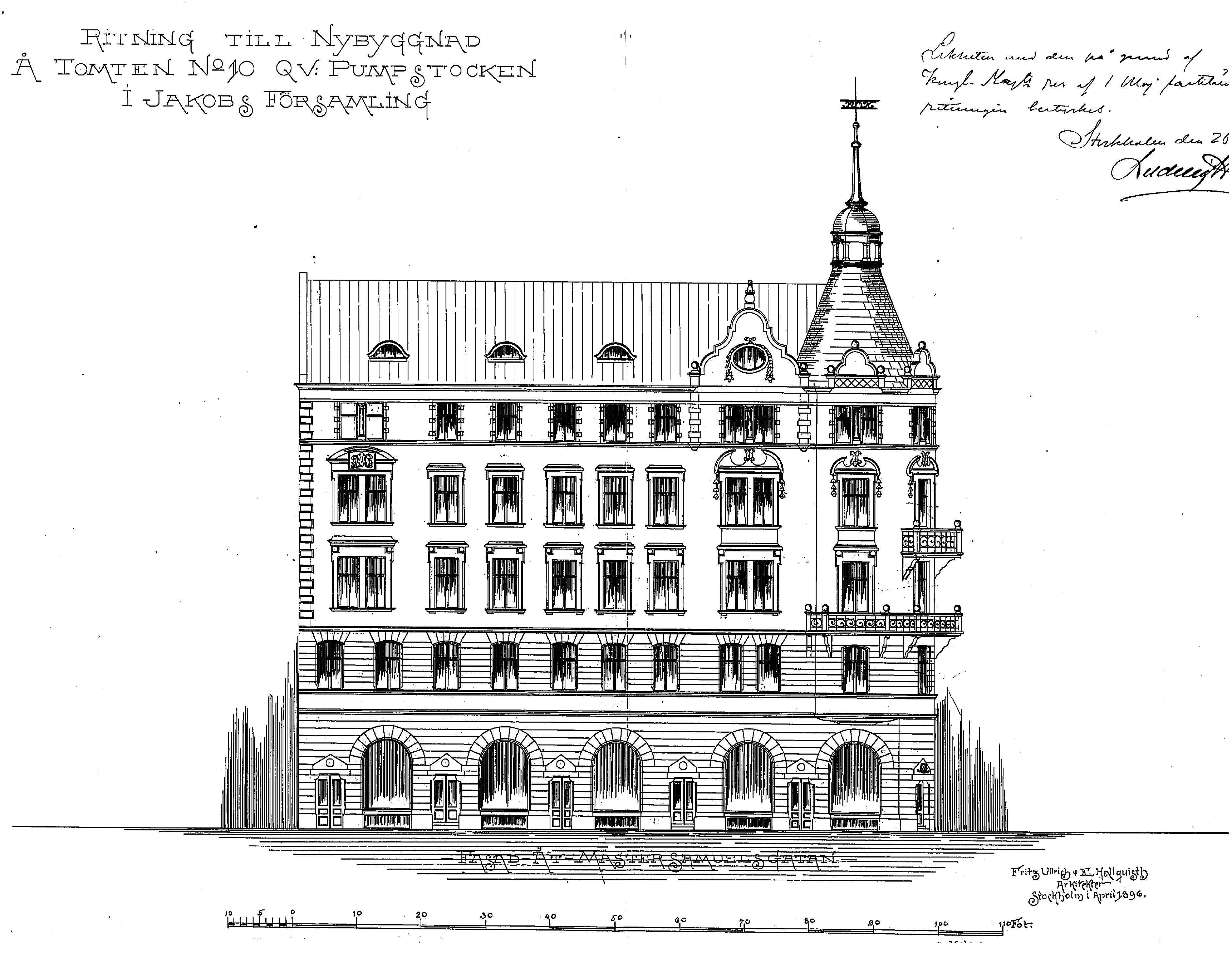
Fasad mot Mäster Samuelsgatan.

## Referenser

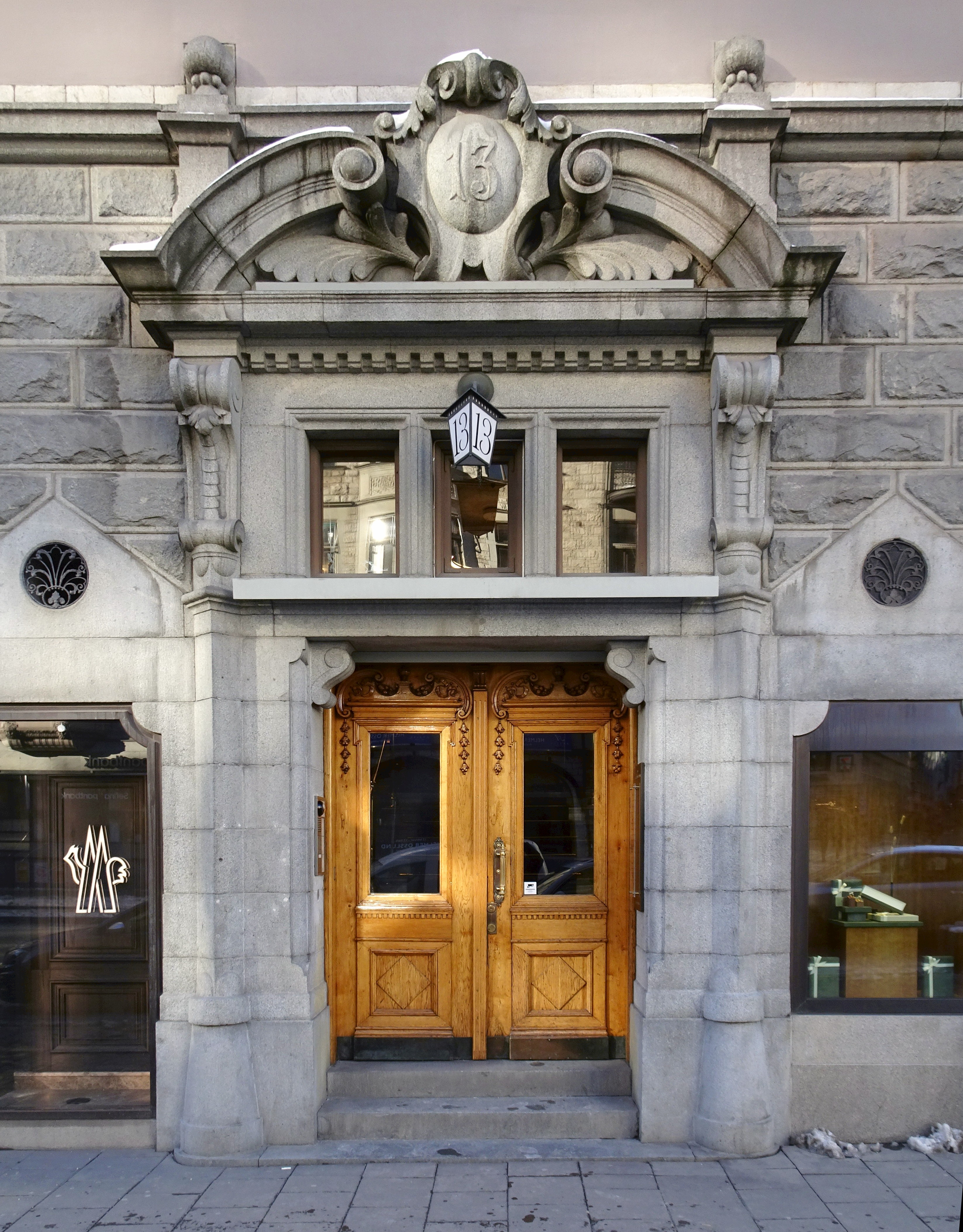
Huvudentrén 2021.